# Torrione Fiorelli
Il Torrione Fiorelli è una formazione rocciosa situata nel gruppo delle Grigne, nelle Prealpi lombarde, in provincia di Lecco, Lombardia. Con un’altitudine di 2.170 metri, si trova nei pressi del Rifugio Rosalba ed è noto per la sua importanza storica e alpinistica.

## Geografia
Il torrione si trova sulla cresta sud delle Grigne, a poca distanza dal Rifugio Rosalba, uno dei punti di riferimento più frequentati dagli escursionisti della zona. La sua posizione offre una vista panoramica sulle montagne circostanti, sul Lago di Como e sulla Pianura Padana.  
Le pareti del torrione sono costituite da roccia calcarea, tipica della zona, modellata nel corso di milioni di anni da fenomeni erosivi.  
Le Grigne furono esplorate e descritte da Leonardo da Vinci, che nei suoi scritti menziona la bellezza e la struttura geologica delle montagne del Lago di Como. Nel Codice Atlantico (fogli 200r e 201r), Leonardo osserva la morfologia delle Prealpi e la presenza di fossili marini nelle rocce calcaree, prova del sollevamento geologico dell’area.  

## Alpinismo
Il Torrione Fiorelli è una meta ambita per gli arrampicatori grazie alle sue vie storiche. Le pareti del torrione offrono diverse vie di arrampicata, con difficoltà che variano dal III al VI grado UIAA.  
Le vie principali includono:
- Via Fiorelli (IV+), la via classica che percorre la cresta principale.
- Via dei Fossili (V+), così chiamata per la presenza di tracce fossili nella roccia, in linea con le osservazioni di Leonardo da Vinci sui fossili nelle Alpi.
- Spigolo Sud (VI-), una delle vie più tecniche e panoramiche.

## Accesso
L’accesso al Torrione Fiorelli avviene attraverso i sentieri delle Grigne, con partenza dal Pian dei Resinelli. Il sentiero più utilizzato è il sentiero n. 9, che porta al Rifugio Rosalba, da cui si raggiunge il torrione con una breve deviazione.

Il Rifugio Rosalba si trova di fronte alla Torre Cecilia e al Torrione del Cinquantenario ritratti da Leonardo da Vinci, tra  il 1505 e il 1510, e presente nel Codice Windsor (al foglio 12406).

## Storia
Il nome del torrione è legato a un alpinista esploratore della zona. Le prime salite documentate risalgono agli inizi del XX secolo, quando gli alpinisti di Lecco iniziarono a esplorare le guglie delle Grigne.  
L’interesse per le montagne lombarde risale però a epoche più antiche. Leonardo da Vinci, durante i suoi viaggi nelle Prealpi, studiò la geologia delle Grigne e annotò nei suoi codici la presenza di sedimenti marini e la particolare conformazione delle rocce calcaree. Il suo interesse per la montagna influenzò i naturalisti successivi nello studio della geologia alpina.  